# N. Lundbergs Fabriks AB
N. Lundbergs Fabriks AB var en svensk tillverkare av bland annat PVC-produkter
Fabriken grundades 1939 i Gånghester. N. Lundbergs Fabriks AB köptes av Kooperativa förbundet 1961 och fick sedan ingå i AB Gustavsberg. Gustavsberg/KF köpte N. Lundbergs Fabriks AB 1961 av Nils Lundberg som stannade kvar som chef. Fabriken tillverkade avloppsrör, tryckrör, elplaströr och dräneringsrör. Utvecklingen var rasant och fabriken blev Gustavsbergkoncernens största utanför Gustavsberg. Det var också den största plaströrsfabriken i Skandinavien.
1969 invigdes en ny fabrik i Fristad för tillverkning av produkter i PVC, främst avloppsrör. Sture Erixon utsågs till vd för N. Lundbergs Fabriks AB 1973 och blev sedan vd för dess ägare AB Gustavsberg 1982. 1982 såldes PVC-tillverkningen (Lybonyl, tidigare N. Lundbergs Fabriks AB) i Fristad till Uponor.
Verksamheten återfinns i dag i Uponor.